# Hr.Ms. Colombia (1941)
De Hr.Ms. Colombia was het passagiersschip Colombia dat op 8 november 1940 door de Nederlandse marine was gevorderd. Het was oorspronkelijk het vlaggenschip van de Koninklijke Nederlandse Stoomboot-Maatschappij. Bij de Nederlandse marine moest dit schip de rol van onderzeebootmoederschip gaan vervullen. Het ombouwen van de Colombia van passagiersschip tot onderzeebootmoederschip gebeurde in Dundee en duurde van 1 mei tot 18 september 1941.
Op 5 januari 1942 begon de Colombia aan haar overtocht naar Nederlands-Indië. Tijdens haar overtocht viel Nederlands-Indië in Japanse handen, waarop werd besloten de Colombia in Colombo te stationeren. Toen de Nederlandse onderzeeboten K XIV, K XI en O 19 die naar Colombo waren gevlucht onderhoud nodig hadden, dat uitgevoerd zou worden in Bombay, werd de Colombia ook overgeplaatst naar Bombay, maar lang zou zij daar niet blijven.

## De Colombia in Zuid-Afrika
Omdat een groot deel van de Britse Eastern Fleet in het Keniaanse Kilindini lag, en er bij de Eastern Fleet een tekort was aan moederschepen werd de Colombia overgeplaatst naar Afrika. Het schip werd niet gestationeerd in Kilidini maar in het Zuid-Afrikaanse Oos-Londen. Hier ondersteunde het schip onderzeeboten die op weg waren naar Oost-Indië of naar Verenigd Koninkrijk/Verenigde Staten. Ook werden lokale oppervlakteschepen ondersteund.
Op 17 september 1942 kreeg de Colombia een verzoek van een van de officieren van de Orissa om de Orissa over te nemen en onder Nederlands bevel te plaatsen. Aan boord van de Orissa was een muiterij uitgebroken nadat het bericht was binnengekomen dat Gandhi door de Britten was gevangengenomen. Een landingsdivisie bestaand uit 18 man van de Colombia en 10 man van de Nigella wisten zonder veel tegenstand het schip te heroveren.

## Het verlies van de Colombia
Op verzoek van Admiraal Helfrich zou de Colombia weer terugkeren naar Colombo, maar de overtocht moest ze eerst voor onderhoud naar Simonstad (Zuid-Afrika). Op 27 februari 1943 rond 11:45 werd de Colombia op weg van Oos-Londen naar Simonstad ter hoogte van Simonstad door de Duitse onderzeeboot U 516 onder commando van Gerhard Wiebe getorpedeerd, waarbij acht opvarenden omkwamen. Bij het zinken moet één matroos bij naam worden genoemd, de Kaapverdiaanse matroos der 2e klasse Manuel Avelino, die bij de verlaatrol zijn plaats had ingenomen in reddingsboot no.2. Hij verliet deze echter op eigen initiatief op een kritiek moment om ervoor te zorgen dat deze behouden te water kwam, maar toen zijn sloepcommandant hem toeriep in de sloep te komen antwoordde hij: "Gaat U maar vast, ik kom er nog wel af". Hierna heeft hij nog geholpen bij het te water laten van drie andere reddingsboten, voordat hij bij het zinken van het schip uit het water kon worden gered. Manuel Avelino, Portugees staatsburger, heeft voor deze moedige daad het Kruis van Verdienste gekregen op 3 mei 1943.
De officiële lezing van de Koninklijke Marine is als volgt; OZD 17 27-02-1943 Hr.Ms. Colombia. Op weg naar Colombo werd het onderzeebootmoederschip Hr.Ms. Colombia op 27 februari 1943 door de Duitse onderzeeboot U 516 in de Indische Oceaan nabij East London, Zuid-Afrika, getorpedeerd. Het schip had slechts weinig waterdichte compartimenten en zonk snel. Acht bemanningsleden kwamen bij deze ramp om het leven. Ter herinnering aan de personeelsleden van de KNSM die tijdens de Tweede Wereldoorlog hun leven verloren, is op de eerste verdieping van het Scheepvaarthuis te Amsterdam een gedenkteken geplaatst. De naam van de aan boord van de Colombia geplaatste gemilitariseerde matroos A.G. Arents is daarop terug te vinden.